# Traducciones de la Biblia al persa
Las traducciones de la Biblia al persa (Biblia en persa: کتاب مقدس‎, romanizado: Kitâb Mogadás, lit. 'Libro Sagrado') poseen una historia que abarca más de quince siglos, desempeñando un papel crucial en el desarrollo del cristianismo en Irán y entre las comunidades de habla persa en todo el mundo. Estas traducciones son de importancia para las comunidades que abarcan no solo a los hablantes del persa estándar, sino también del darí, hablado por aproximadamente siete millones de personas, principalmente en Afganistán y Pakistán. El texto bíblico ha sido fundamental para la educación religiosa y la práctica devocional, influyendo en la identidad cultural y espiritual de más de cien millones de hablantes de persa a nivel global.

## Historia de las traducciones

### Primeras traducciones (siglosIV-XI)
Las primeras menciones de traducciones de textos cristianos al persa datan del siglo IV, cuando Juan Crisóstomo aludió a doctrinas cristianas traducidas a esta lengua. Sin embargo, no se ha confirmado la existencia de una traducción completa de la Biblia en ese período. Un manuscrito conocido como el salterio pahlaví sugiere la existencia de una traducción persa de los Salmos, escrita en un formato arcaico del pahlaví en el siglo V, posiblemente realizada por Maʿna de Shiraz. Durante los siglos IX al XI, se realizaron traducciones judeopersas de las escrituras hebreas, encontradas en comentarios dentro de la Geniza de El Cairo, que son algunos de los textos más antiguos de la nueva lengua persa.

### Traducciones del siriaco al persa (antes delsigloXV)

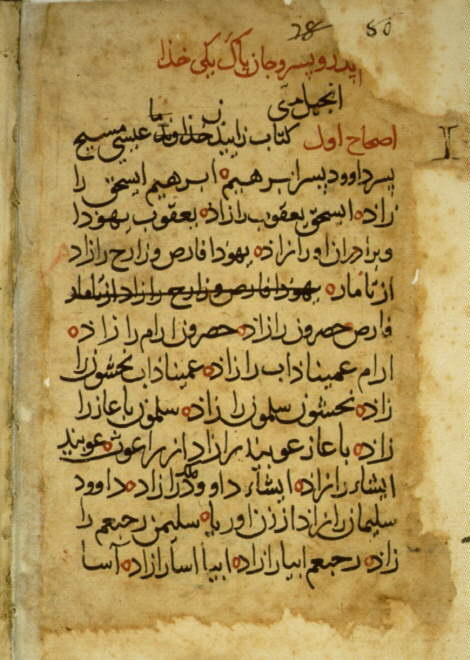
Manuscrito del

Las primeras traducciones cristianas al persa se basaron en textos en siriaco. Un ejemplo notable es un fragmento de los Salmos datado en los siglos IX o X, escrito en una variante sogdiana del siriaco. La primera traducción de los cuatro Evangelios al persa fue realizada por Iwannis ʿEzz-al-Din Moḥammad de Tabriz en el siglo XIII, donde se tradujo la armonía de los Evangelios del siriaco.

### Traducciones judías (antes delsigloXVI)
La comunidad judía en Irán también realizó traducciones de las escrituras hebreas al persa. Según Maimónides, existía una traducción persa de las escrituras hebreas antes de Mahoma. En el siglo XVI, Giambattista Vecchietti, un italiano que viajó a Irán, encontró manuscritos judeopersas de las escrituras hebreas que databan de los siglos XIV y XV. También se realizó una traducción del Evangelio de Mateo desde el griego en el siglo XIV, pero no fue ampliamente distribuida.

### Primeras traducciones al persa impresas (siglosXVI-XVII)
La primera traducción impresa de una parte de la Biblia en persa fue el Pentateuco, traducido por Jakob ben Josef Tawus en Constantinopla en 1546 y publicado en la Biblia políglota de Constantinopla.

### Traducciones notables en elsigloXIX
Una de las traducciones más destacadas y completas de la Biblia al persa fue llevada a cabo por William Glen y Henry Martyn en 1878. Esta versión fue revisada y publicada en 1904, y ha sido reconocida como una de las más importantes.

### Traducciones contemporáneas
A pesar de los esfuerzos por traducir la Biblia al persa a lo largo de los siglos, una versión completa de la Biblia en dari no ha sido publicada. Sin embargo, el Nuevo Testamento fue publicado por primera vez en 1982 por la Sociedad Bíblica de Pakistán en Lahore, y se basa en una traducción del koiné. En la década de 2000, se realizó una nueva traducción del Nuevo Testamento, basada en la Biblia de Jerusalén. Esta traducción, realizada por Pirooz Siyar, se caracteriza por su fidelidad al texto original y su enfoque en un lenguaje accesible para los lectores contemporáneos. Esta nueva versión fue el resultado de un esfuerzo colaborativo entre 33 traductores y expertos en la materia.

## Reacciones a las traducciones
Las traducciones bíblicas han sido objeto de reacciones mixtas, incluyendo aprobación y rechazo. En algunos casos, las traducciones han sido censuradas o restringidas debido a preocupaciones políticas y religiosas.

## Metodología de traducción
La metodología utilizada en las traducciones de la Biblia al persa ha evolucionado con el tiempo. La traducción del Nuevo Testamento de Pirooz Siyar, por ejemplo, incluye notas explicativas y un glosario bilingüe, facilitando así la comprensión de los textos por parte de un público más amplio. Esta atención a los detalles culturales y lingüísticos refleja un enfoque exhaustivo en la traducción.

## Versiones reconocidas
La traducción de la Biblia realizada por William Glen y Henry Martyn es la versión más reconocida en el ámbito religioso y académico. Sin embargo, la traducción del Nuevo Testamento por Pirooz Siyar es considerada un hito significativo para los estudios religiosos en lengua persa.